# Neuer Weg 4 (Quedlinburg)

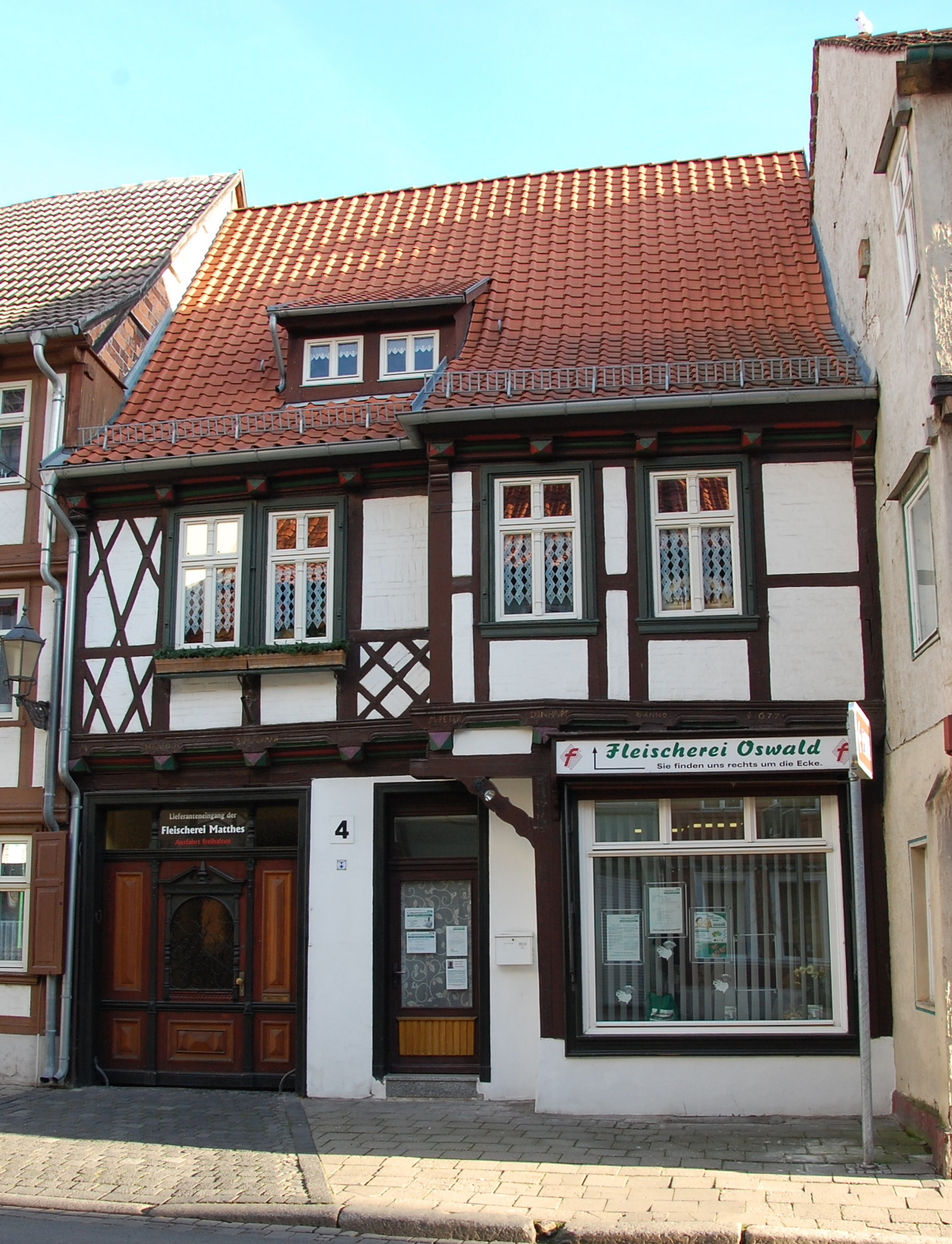
Haus Neuer Weg 4

Das Haus Neuer Weg 4 ist ein denkmalgeschütztes Gebäude in Quedlinburg in Sachsen-Anhalt.

## Lage
Das im Quedlinburger Denkmalverzeichnis als Wohnhaus eingetragene Gebäude befindet sich südlich der historischen Quedlinburger Altstadt, auf der Ostseite des Neuen Wegs. Nördlich grenzt das gleichfalls denkmalgeschützte Haus Neuer Weg 3, südlich das in der Straßenflucht hervorspringende Haus Neuer Weg 5 an.

## Architektur und Geschichte
Das zweigeschossige Fachwerkhaus wurde nach einer am Gebäude befindlichen Inschrift M. PETER DINHAUPT ZI. durch den Quedlinburger Zimmermeister Peter Dünnehaupt im Jahr 1677 für Heinrich Zimmermann gebaut. Die Fachwerkfassade ist im Bereich der Brüstung und im nördlichen Eckgefach mit einem Rautenmuster verziert. In der südlichen Fassadenhälfte befindet sich ein erkerartiger Vorbau.
In der Zeit um 1890 wurde das Erdgeschoss durch Einfügung eines Ladens und eines Tores umgebaut.